# Giuseppe Garneri
Giuseppe Garneri (* 17. Juli 1823 in Cavallermaggiore, Provinz Cuneo; † 24. August 1905 in Rom) war ein italienischer Generalleutnant und Senator des Königreiches.

## Leben
Giuseppe Garneri, Sohn von Filippo Garneri und Isabella Marengo, begann nach dem Schulbesuch ein Studium im Fach Bauingenieurwesen an der Universität Turin und trat nach seiner Laurea am 5. Dezember 1848 als Leutnant in die Streitkräfte des Königreichs Sardinien (Regia Armata Sarda) ein. Er wurde am 30. August 1854 zum Hauptmann befördert und nahm am Sardinischen Krieg (17. April bis 12. Juli 1859) teil. Danach nahm er zwischen 1860 und 1861 am Feldzug in Mittelitalien teil und wurde am 9. April 1860 zum Major befördert. Zwischen dem 5. November 1860 und dem 13. Februar 1861 nahm er an der Belagerung von Gaeta teil. Nach der darauf folgenden Gründung des Königreichs Italien am 17. März 1861 wurde er in das königliche Heer übernommen und erhielt für seine Verdienste am 1. Juni 1861 sowohl das Ritterkreuz als auch das Offizierskreuz des Militärordens von Savoyen. Am 31. Dezember 1861 erfolgte seine Beförderung zum Oberstleutnant sowie am 19. Januar 1862 auch die Verleihung des Ritterkreuzes des Ritterordens der hl. Mauritius und Lazarus.
Nach seiner Beförderung zum Oberst am 12. März 1863 wurde Garneri am 18. Dezember 1864 Sekretär des Ausschusses der Genietruppe (Genio militare) und bekleidete diese Funktion bis zum 25. November 1870. Am 11. März 1865 wurde ihm auch das Offizierskreuz des Ritterordens der hl. Mauritius und Lazarus verliehen. Er wurde am 27. Mai 1866 Chef des Stabes der Genietruppe (Capo di Stato maggiore del genio militare) und nahm kurz darauf am Dritten Italienischen Unabhängigkeitskrieg (20. Juni bis 12. August 1866) teil. In der Folgezeit wurde er am 2. März 1867 Kommandeur des österreichischen Franz-Joseph-Ordens und erhielt am 1. Mai 1868 auch das Offizierskreuz des Ordens der Krone von Italien. Des Weiteren wurde er 1869 Mitglied der zwei Jahre zuvor am 12. Mai 1867 in Florenz gegründeten Italienischen Geographischen Gesellschaft sowie am 1. Mai 1870 Kommandeur des Ordens der Krone von Italien.
Giuseppe Garneri wurde am 25. November 1870 ordentliches Mitglied des Ausschusses der Genietruppe, aus dem am 5. November 1881 der Ausschuss der Artillerie und Genietruppe des Heeres (Comitato delle armi di artiglieria e genio) hervorging. Am 9. Dezember 1871 folgte seine Beförderung zum Generalmajor sowie am 10. Januar 1875 seine Ernennung zum Kommandeur des Ritterordens der hl. Mauritius und Lazarus. Er wurde am 2. Juni 1881 zum Generalleutnant  befördert und am 5. Januar 1882 Großoffizier des Ordens der Krone von Italien sowie am 2. Juni 1887 auch Großoffizier des Ritterordens der hl. Mauritius und Lazarus. Am 24. Juni 1888 übernahm er den Posten als Generalinspekteur der Genietruppe (Ispettore generale del genio militare) und bekleidete diese Funktion bis zu seinem Eintritt in den Ruhestand am 19. Mai 1898. In dieser Verwendung erhielt er am 4. Juni 1891 zunächst das Großkreuz des Ordens der Krone von Italien sowie am 5. Juni 1892 auch das Großkreuz des Ritterordens der hl. Mauritius und Lazarus. 
Am 21. November 1892 wurde Garneri schließlich zum Senator ernannt. Dem Senat gehört er bis zu seinem Tode 1895 an. Aus seiner Ehe mit Camilla Bertoldi ging der Sohn Filippo Garneri hervor.